# Tadeusz Kalinowski (malarz)
Tadeusz Kalinowski, pseudonim „Doktor” (ur. 23 czerwca 1909 w Warszawie, zm. 7 maja 1997 w Poznaniu) – polski malarz, scenograf i grafik. Żołnierz Armii Krajowej i powstaniec warszawski. Członek Związku Polskich Artystów Plastyków.

## Życiorys

### Dzieciństwo i młodość (1909-1945)
Urodził się 23 czerwca 1909 w Warszawie w rodzinie drukarza Konstantego. W latach 1929–1937 studiował scenografię, malarstwo i architekturę wnętrz w Akademii Sztuk Pięknych w Warszawie. Już w 1939 roku rozpoczął współpracę z najważniejszymi reżyserami międzywojnia jakimi byli: Leon Schiller i Wilam Horzyca. Tworzył scenografię dla prowadzonych przez nich teatrów w Łucku, Łodzi i Lwowie, gdzie zastał go wybuch wojny. Współpracę tę kontynuował po wojnie w Warszawie, Bydgoszczy, Łodzi, Toruniu i Poznaniu do 1953 roku. Podczas wojny żołnierz AK, brał czynny udział w powstaniu warszawskim.

### Działalność powojenna (1945-1997)
Od 1949 organizował działania pierwszej powojennej awangardowej grupy artystów 4F+R (Forma, Farba, Faktura, Fantastyka + Realizm), do której należał wspólnie z m.in. I. Houwaltem, A. Lenicą i F.M. Nowowiejskim. W owym okresie pełnił funkcje społeczne, między innymi był dwukrotnym prezesem ZPAP w Poznaniu.
Od roku 1957 do 1961 uprawiał głównie malarstwo w stylistyce informel; zainteresował się także tzw. "sztuką śmietnika", tworząc do 1962 roku obrazy z użyciem rozmaitych materiałów gotowych umieszczanych na powierzchni płótna. W latach 1961–1964 malował kompozycje, które za Leonem Chwistkiem nazywał "obrazami streficznymi". 
Jednocześnie, aż do 1966 roku powstawały jego grafiki, którym artysta poświęcił kilka lat swego życia. Od połowy lat 60. zwrócił się w stronę tzw. Twardej Abstrakcji Geometrycznej, którą w różnych odmianach (np. obrazy reliefowe, z użyciem światła, dźwięku) uprawiał do połowy lat 70. Po tym okresie artysta wprowadził do swej twórczości pewne wątki malarstwa ornamentacyjnego, prowadząc tym samym swoistą grę z tendencją dekoracyjnego symbolizmu w sztuce.
Tzw. "Okres kalejdoskopowy", w którym artysta używał dziecięcego kalejdoskopu jako inspiracji, przypadł na lata 1977-1979, poprzedzają rysunki i malarstwo z użyciem liter. Artysta używał tu między innymi treści nagłówków gazetowych lub powtarzanych mechanicznie rzędów liter, które były namalowane na płótnie. Podobnie obrazy kalejdoskopowe są swego rodzaju kompozycyjnymi składankami.
Od początku lat 80. aż do śmierci w 1997 roku jego malarstwo zdominowały trzy główne idee plastyczne, które określał jako Układy Otwarte, Wielostronne i Zamknięte. Korzystał wówczas z różnych rodzajów podobrazia, jak np. płótno workowe, lniane, juta czy inne, których powierzchnie pozostawiał częściowo nie zamalowane.
O swojej twórczości powiedział: "Od 1957 nie namalowałem żadnego obrazu przedstawiającego, ale nie czuję, że maluję abstrakcję – wydaje mi się, że maluję przestrzenie istniejące, czuję, że w tych przestrzeniach żyję – widzę te przestrzenie w rzeczywistości."
Zmarł 7 maja 1997 w Poznaniu w wieku 87 lat. Został pochowany 13 maja 1997 na cmentarzu Junikowo w Poznaniu.

## Wystawy
Wziął udział w kilkudziesięciu wystawach indywidualnych i zbiorowych, m.in. w Poznaniu, Warszawie, Krakowie, Szczecinie i Zielonej Górze oraz poza granicami, w ówczesnej Czechosłowacji, Niemczech i Szwecji. Jego prace znajdują się w kolekcjach Muzeum Narodowego w Poznaniu, Warszawie i Szczecinie, w Muzeum Śląskim w Katowicach, w Muzeum Okręgowym w Bydgoszczy a także w kolekcjach prywatnych w Polsce, Niemczech, Austrii, Szwecji i Stanach Zjednoczonych.

## Życie prywatne
Był ojcem dwóch synów. Ze związku z Zofia Męczyńską pochodzi Bogdan Kalinowski, a ze związku z malarką Anną Cyronek-Kalinowską (1919-2008) pochodzi Adam Kalinowski.